# Улица Черняховского (Москва)
Улица Черняхо́вского находится в районе Аэропорт Северного административного округа города Москвы.

## История
Ранее улица Черняховского располагалась на территории бывшего подмосковного села Всехсвятского. До революции носила имя Поповский (или Фроловский) проезд. В 1922 году переименован в Отцовский проезд по древнему названию Всехсвятского — село Святые Отцы.
В 1961 году проезд объединился с новой безымянной улицей и сменил название на улицу Черняховского. Новое название было дано в честь дважды Героя Советского Союза генерала армии Ивана Даниловича Черняховского (1906—1945). 18 февраля 2016 года на улице торжественно открыт памятник Ивану Черняховскому.
Согласно планам 1950—1960-х годов, по улице должна была пройти трасса будущего четвёртого транспортного кольца Москвы. С этим планом связана относительно большая ширина улицы. Однако позднее от идеи построить здесь четвёртое кольцо отказались.

## Расположение
Улица Черняховского начинается на Ленинградском проспекте, на площади Эрнста Тельмана. Идёт на северо-восток, пересекает улицы Усиевича, Красноармейскую, Часовую, Планетную и заканчивается тупиком около путей Рижского направления Московской железной дороги.

## Транспорт
На улице Черняховского расположена остановка «Ул. Усиевича» автобусов № 105к и 110. В начале улицы на площади Эрнста Тельмана расположен вход на станцию метро «Аэропорт».

## Примечательные здания и сооружения
По нечётной стороне:
- № 3 — жилой дом. Здесь жили режиссёр и телеведущий В. А. Шнейдеров[3], актёр А. А. Файт[4], драматург В. С. Фрид[5], сценарист Эмиль Брагинский, писатель и кинорежиссёр Эфраим Севела;
- № 5, к. 1 — знаменитый актёрский дом. Здесь жили актёры Иван Рыжов, Георгий Юматов, Муза Крепкогорская[6], Евгений Шутов[7], Майя Булгакова, Татьяна Пельтцер, Людмила Шагалова, Любовь Соколова[8], режиссёр Леонид Гайдай[9][10], оператор Вячеслав Шумский[11], поэт Виктор Боков, поэт-пародист Александр Иванов;
- № 9, к. 5 — жилой дом. Здесь жил композитор Борис Диев[12].

По чётной стороне:
- № 2 — жилой дом. Построен по проекту мастерской № 2 Моспроекта (архитектор А. Д. Меерсон, инженер Б. И. Ляховский)[13]. Здесь жили кинорежиссёр В. П. Вайншток[14], актёр и кинорежиссёр Е. И. Ташков[15], кинорежиссёр Павел Арсенов;
- № 4 (до 1964 г. — 2-я Аэропортовская улица, д. 7/15) — жилой дом (ЖСК «Московский писатель»; архитекторы К. С. Алабян, В. А. Петров, К. Н. Бутузова, В. В. Степанов[16]). В нём жили и работали К. М. Симонов, А. А. Галич, А. А. Тарковский[17], Ю. Нагибин, В. Н. Войнович, Е. И. Габрилович, Б. С. Ямпольский[18], Н. И. Ильина[19][20], И. В. Вайсфельд[21], А. П. Штейн[22], Н. Н. Шпанов[23], В. Б. Шкловский[24], Ю. В. Сотник[25], переводчик Яков Козловский и другие. В этом же доме происходят события, описанные Владимиром Войновичем в документальной повести «Иванькиада, или Рассказ о вселении писателя Войновича в новую квартиру». Дом является заявленным объектом культурного наследия[26].

Мемориальная доска Александру Галичу на доме 4
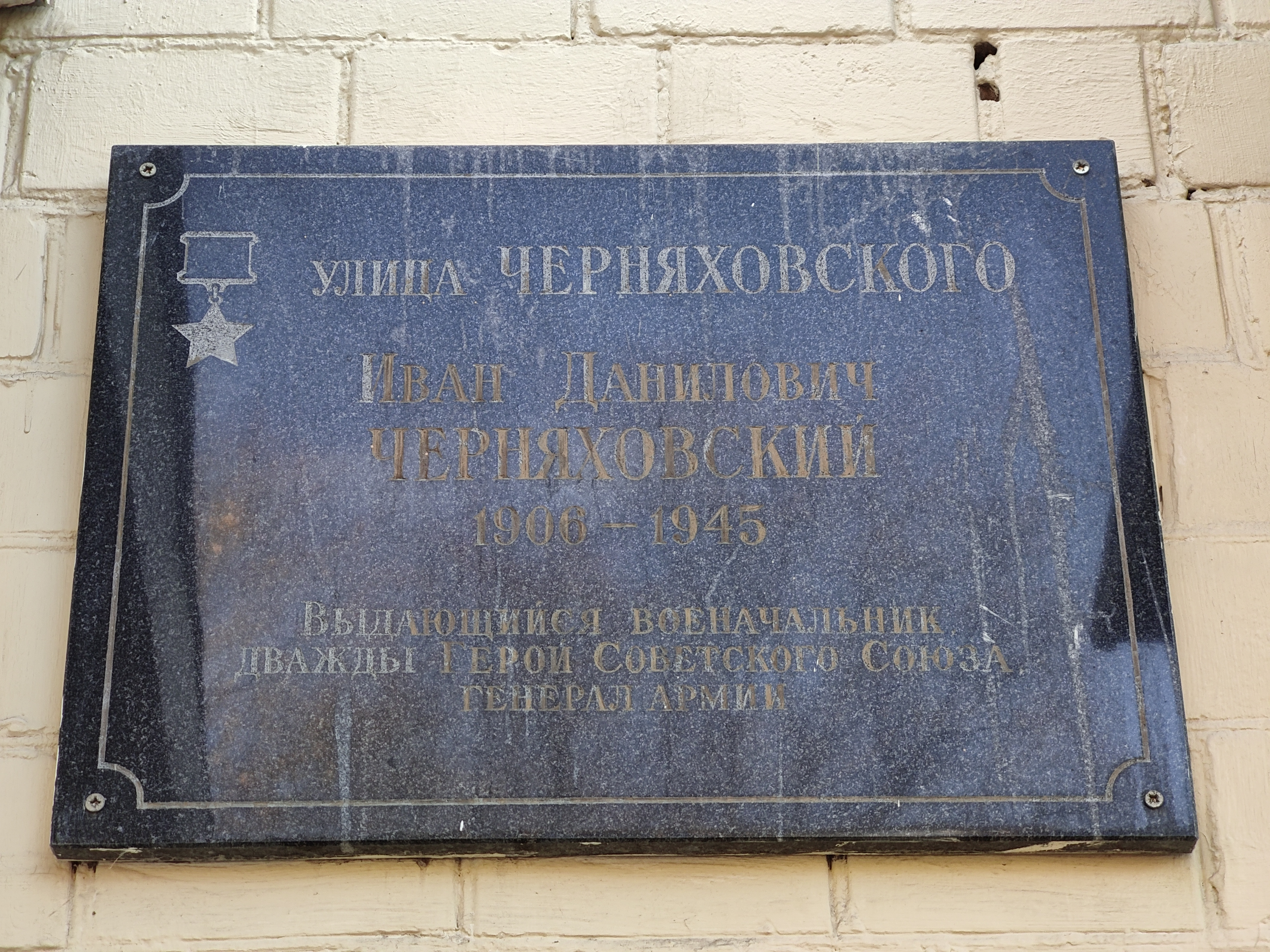
Доска в честь наименования улицы